# مذی

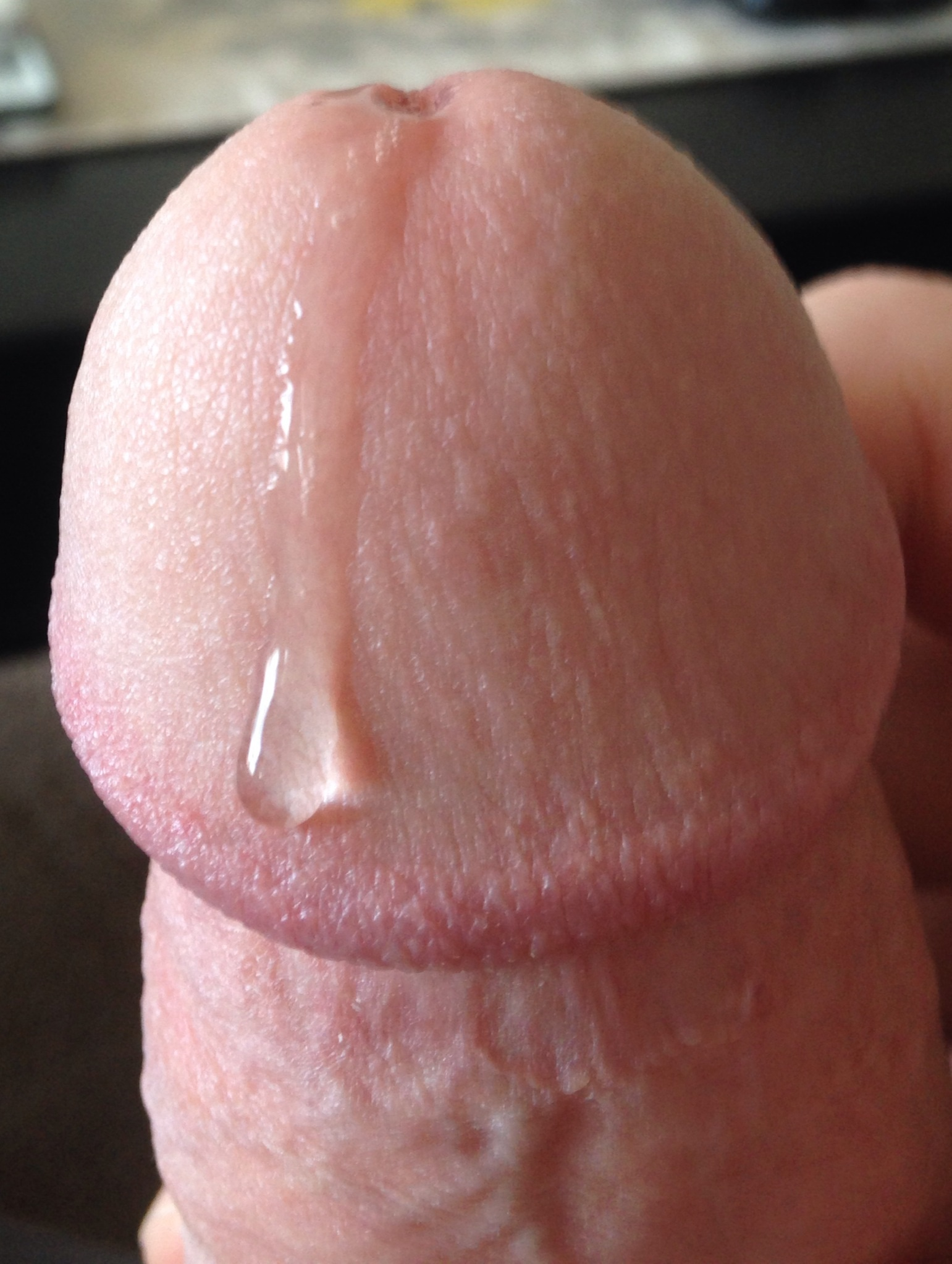
مذی در اثر تحریک نقاط حساس بدن

مَذی یا مایع پیش‌منی یا مایع پیش‌انزال مایعی را که قبل از منی از آلت تناسلی مرد خارج می‌شود می‌گویند. این مایع روشن، بی‌رنگ و چسب‌ناک است که از مجرای ادرار از آلت تناسلی مرد در طول تحریک جنسی یا گاهی در هنگام خواب بیرون می‌آید. از نظر ترکیب شبیه مایع منی است ولی تفاوت‌های شیمیایی مشخصی دارد. وجود اسپرم در مذی از کم تا صفر متغیر است. این مایع در عملکردهای قبل از انزال به عنوان روان‌کننده و خنثی‌کننده اسید نقش ایفا می‌کند و مقدار آن معمولاً کم و گاهی نسبتاً زیاد است. واژه مذی در عربی در اصل به معنای آبی است که از روزنه حوض بیرون می‌رود و در فقه شیعه نجس نیست و غسل نیاز ندارد.

## منشأ و ترکیب
این مایع در هنگام تحریک، خودارضایی، عشق‌بازی یا در مراحل اولیه آمیزش جنسی و پیش از رسیدن کامل به اوج لذت و انزال منی از مجرای ادرار آلت تناسلی ترشح می‌شود. این مایع عمدتاً توسط غدد پیازی-میزراهی (غدد کوپر) تولید می‌شود، همچنین غدد لیتری (غدد مخاطی مجرای ادرار) نیز در تولید آن نقش دارند. میزان ترشح این مایع در افراد مختلف بسیار متفاوت است. برخی افراد هیچ مایع پیش‌انزالی تولید نمی‌کنند، در حالی که برخی تا ۵ میلی‌لیتر ترشح دارند.
مایع پیش‌انزالی حاوی مواد شیمیایی مرتبط با منی مانند اسید فسفاتاز است، اما نشانگرهای دیگر منی مانند گاما گلوتامیل ترانس پپتیداز در آن وجود ندارد.

## عملکرد و خطرات
پیش‌منی، محیط اسیدیِ مجرای ادرار که ناشی از باقی‌مانده ادرار است را خنثی می‌کند و محیط مناسب‌تری برای عبور اسپرم ایجاد می‌کند. واژن به‌طور معمول اسیدی است، بنابراین ترشح پیش‌منی قبل از انزال منی می‌تواند محیط واژن را تغییر داده و بقای اسپرم را افزایش دهد. پیش‌منی همچنین به عنوان روان‌کننده در فعالیت جنسی عمل می‌کند و در انعقاد منی نقش دارد.
وجود اسپرم در مذی از کم تا صفر متغیر است، اگرچه مطالعات نمونه‌های کوچکی از مردان را بررسی کردند. دو مطالعه متناقض شواهد متفاوتی را نشان دادند، از جمله موارد فردی با غلظت بالای اسپرم. باور عمومی که به مطالعه مسترز و جانسون در سال ۱۹۶۶ بازمی‌گردد، بیان می‌کند که پیش‌منی ممکن است حاوی اسپرم باشد که می‌تواند منجر به بارداری شود و این یک پایه رایج برای استدلال علیه استفاده از روش مقاربت منقطع به عنوان روش پیشگیری از بارداری است.
مطالعات، حضور اچ‌آی‌وی را در بیشتر نمونه‌های پیش‌منی مردان آلوده نشان داده است.

## تولید بیش از حد
در موارد نادر، یک فرد ممکن است مقدار بیش از حد مایع پیش‌منی تولید کند، که ممکن است با یک مهارکننده ۵α-ردوکتاز، مانند فیناستراید، قابل درمان باشد.